# Episodi di Iwájú: City of Tomorrow
La prima stagione della serie animata Iwájú: City of Tomorrow è stata interamente pubblicata a livello internazionale il 28 febbraio 2024 su Disney+.
| nº | Titolo originale | Titolo italiano | Pubblicazione USA | Pubblicazione Italia |
| -- | ---------------- | --------------- | ----------------- | -------------------- |
| 1  | Iwájú            | Iwájú           | 28 febbraio 2024  | 3 aprile 2024        |
| 2  | Bode             | Bode            | 28 febbraio 2024  | 3 aprile 2024        |
| 3  | Kole             | Kole            | 28 febbraio 2024  | 3 aprile 2024        |
| 4  | Tunde            | Tunde           | 28 febbraio 2024  | 3 aprile 2024        |
| 5  | Otin             | Otin            | 28 febbraio 2024  | 3 aprile 2024        |
| 6  | Tola             | Tola            | 28 febbraio 2024  | 3 aprile 2024        |

## Iwájú
Tola Martins decide di viaggiare insieme all'autista della sua famiglia, Godspower, verso la città di Lagos, in Nigeria, per il suo decimo compleanno, per salutare suo padre, lo scienziato Tunde Martins. Tuttavia, Tunde rimprovera Tola per essersi recato in città e mostra apprensione quando Tola gli chiede di recarsi nella sua città natale, Ajegunle. Al ritorno, Tunde dimentica il compleanno di Tola e Tola incontra il suo amico Kole, il giardiniere della famiglia, che promette di fare qualcosa di divertente con lei più tardi. Gli investitori di Tunde, nel frattempo, sono preoccupati per i ritardi nel suo progetto di una guardia del corpo robot dall'aspetto di lucertola agama e lui, su loro suggerimento, la regala a Tola dopo essere stato ricordato del suo compleanno.

## Bode
In un flashback, un giovane Bode ruba soldi al datore di lavoro di sua madre per comprare una catena d'oro. Nel presente, si scopre che Bode è colui che sta dietro ai rapimenti. Si scopre anche che Kole è un complice di Bode. Tola invita Kole a cena. Quando Tunde lo scopre, poiché non si fida di Kole, punisce Tola mandandola a letto e annulla la sua promessa di portarla sulla terraferma.

## Kole
Un flashback mostra che Kole e sua madre sono in debito con Bode da molto tempo. Nel presente, la madre di Kole è malata mentre Kole si prende cura di lei nelle baraccopoli di Lagos. Quando Kole va a trovare Bode, Bode gli ordina di portare Tola da lui come ostaggio per arrivare a Tunde. La mattina seguente, Tola inganna Godspower per guidare lei e Kole sulla terraferma, mentre Otin, il robot lucertola, si unisce a loro. Kole fa fare a Tola un giro di Lagos e si assicura che non si metta nei guai mentre Otin li osserva da lontano. Otin ha poca batteria e cerca di trovare un caricabatterie, ma poiché i clienti la scambiano per una vera lucertola, la tengono lontana dai caricabatterie. Kole viene catturato da uno degli scagnozzi di Bode, Sunday, e Tola viene messa all'angolo da un altro dei complici di Bode, Happiness, mentre Otin perde potenza nel tentativo di arrivare a Tola.

## Tunde
In un flashback, un giovane Tunde va al suo colloquio di lavoro con la signora Usman alla Greenwood Technology. Nel presente, Tunde scopre che sua figlia lo ha tradito e si è recata sulla terraferma dopo aver visto che Otin era offline lì, e riceve una richiesta di riscatto da Bode. Tola è tenuta in ostaggio nella tana di Bode e si comporta bene con Bode e i suoi complici, ma Bode scopre le sue manipolazioni. Godspower porta la madre di Kole alla residenza dei Martin per proteggerla. Una bambina tenta di prendere Otin, che attacca la coda al suo orologio in modo da poter caricare. Tunde viaggia sulla terraferma per trovare Tola, ma il suo vecchio amico poliziotto non vuole aiutarlo. Bode raccoglie il riscatto dopo aver scoperto che Tunde è andato alla polizia. Kole si nasconde da Sunday in una discarica, ma lo trova. Otin, ora completamente carico, viene in soccorso di Kole e gli chiede dove si trovi Tola.

## Otin
Otin spiega a Kole che è stata creata per proteggere Tola. Otin tenta di interrogare Sunday sulla posizione di Tola, ma lui è immediatamente spaventato da lei. Tunde trova Kole, che gli racconta tutto quello che sa su Bode. Tola tenta di raggiungere un telefono, ma viene sempre catturata da Bode e Happiness prima che ci riesca. Bode rivela a Tola che Kole ha lavorato per lui. Otin si riunisce a Tola, che scopre la sua natura robotica. Otin spiega che la sua modalità ija (modalità combattimento) può proteggerla ulteriormente, ma non può funzionare a causa della sua batteria difettosa. Kole fa sentire a Bode una registrazione in cui confessa di essere dietro i rapimenti. Questo mette Bode in agitazione. Mentre è al telefono con Bode, Tunde viene portata via dagli uomini di Bode e Kole viene gettato nella cella di Tola.

## Tola
In un flashback, Tunde presenta Tola a Kole. Nel presente, Tola, ancora ferito dal suo tradimento, si rifiuta di parlare con Kole. Bode dice a Tunde che vuole che il suo nome venga rimosso dal sistema della Greenwood Tech, ma Tunde dice che non può farlo da un server non sicuro, quindi Bode e i suoi complici riportano tutti sull'isola. Godspower e la madre di Kole si nascondono da Bode e dalla sua banda quando arrivano a casa. Kole scopre come riparare la batteria di Otin e la modalità ija. Tola usa la sua manipolazione per ingannare le sentinelle e convincerla a portarla nell'ufficio di suo padre in modo che possa prendere un caricabatterie per Otin. Godspower usa l'allarme dell'auto e la madre di Kole finge di essere incosciente per attirare l'attenzione degli altri lacchè. Tola e Kole combattono domenica e Tola contatta la signora Usman. Otin, ora completamente carico e riparato, entra in modalità ija per combattere Happiness. Bode rivela le sue motivazioni per i rapimenti, ignaro che Tola sta usando gli occhiali elettronici del padre per trasmettere in streaming il suo monologo in tutta Lagos, attirando la polizia sull'isola. Happiness si disgusta della confessione egocentrica di Bode e si rifiuta di aiutarlo a evitare l'arresto. Tunde e Tola si riconciliano e Kole considera di studiare tecnologia.